# Barraques de pedra (Racó d'Ademús)
Les barraques de pedra són unes construccions de pedra seca singulars existents en diferents paratges del Racó d'Ademús (País Valencià).
Tot i que no exclusives d'aquesta comarca del ponent valencià, la fàbrica d'aquestes barraques procedeix de la tradició celta i han tingut i tenen com a finalitat servir de refugi a pastors i agricultors.

## Origen prehistòric
L'origen de les construccions de pedra seca es remunta a la prehistòria, i se'n veu una continuïtat constructiva i estètica entre els nurags de Sardenya, els temples de Malta i els talaiots i navetes existents a Balears, i l'art celta irlandés preromànic, innegable en el misteriós oratori de Gallarus (Irlanda), del segle vi. Semblants construccions es relacionen, així mateix, amb els remots enterraments en coves (tolos de Los Millares a Almeria) i el tresor d'Atreu a Micenes, Grècia.
En terme barraca prové de l'italià, i aquest del celta barr, 'pal, taula', al·ludint a una «caseta o alberg construït toscament i amb materials lleugers». Construccions semblants, però, reben diferents noms en llocs diferents: boris o capelletes al sud-est de França; barraques o cocons a Catalunya; mollons o catxerulets al País Valencià; bombos a Castella - la Manxa i tagoras a les Illes Canàries, etc. Pròpiament, les «barraques de pedra seca» són les «barraques de vinya o de pastor», com se les coneix en altres llocs de l'entorn.

## Història
Es desconeix el moment històric en què començaren a construir-se les barraques del Racó d'Ademús, i malgrat ser construccions protohistòriques de tradició celta, les existents a la comarca no són massa antigues. Se'n podrien datar en relació amb l'evolució demogràfica i les etapes econòmiques del territori, que després d'una inicial «ramadera-forestal» -principis del s. XVII (1609)-principis segle xviii (1700), inicia una altra d'«expansió agrícola» (principis del segle XVII (1713) - començaments del xx (1920).
Des de la segona dècada del segle xx, comença la «crisi agrícola territorial», en què encara es troba la comarca, i que coincideix amb l'abandó dels camps i la despoblació generalitzada que afecta el món rural. Segons aquest esquema, les barraques de pedra de la zona es construïren en aquest segon període d'«expansió agrícola»: entre la segona meitat del segle xix i el primer terç del xx.

## Ubicació i sistema constructiu

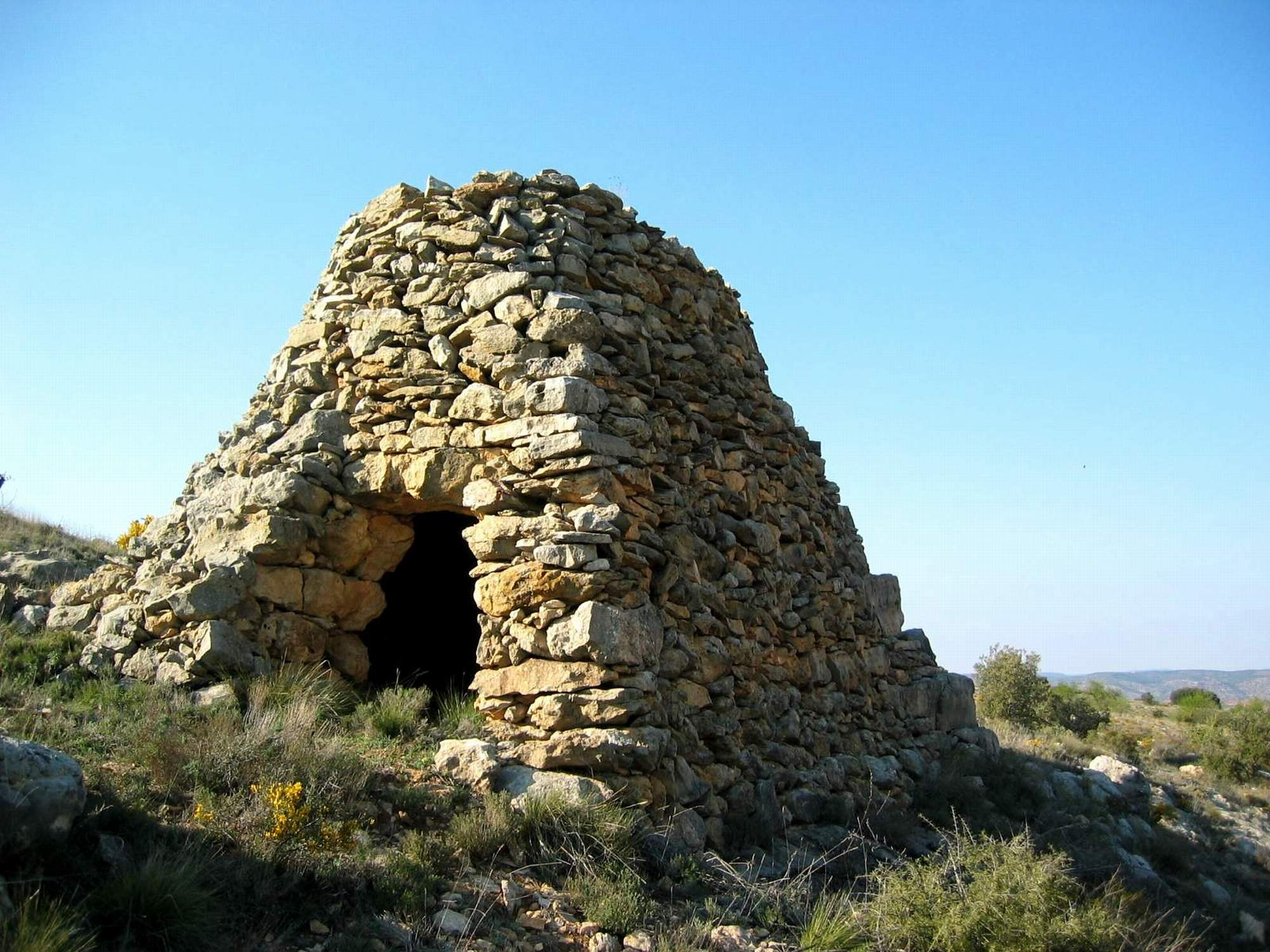
Vista frontal d'una barraca de pedra al camí de la Fusta (Ademús).

Les barraques de pedra seca del Racó d'Ademús es troben distribuïdes per tota la comarca; són, però, més abundants al vessant oriental del territori, que correspon al terme municipal d'Ademús: a l'entorn del Mas del Olmo, al camí de Val de la Sabina a Sesga, Las Clochas, etc. Tot i que també n'hi ha al vessant occidental, on hi ha notables exemplars d'aquest tipus de fàbriques: la barraca Grande del Pinar a Cases Baixes i la barraca de Josezón a Vallanca, entre d'altres.
Aquestes barraques solen situar-se en àrees muntanyenques, més o menys allunyades dels nuclis de població, i s'alcen als marges de les finques, aprofitant el seu terreny més erm.

La seua planta sol ser irregular, adaptades al terreny sobre el qual s'assenten, tot i que en predominen les de base allargada i quadrangular, menys les circulars. Solen ser exemptes, però moltes se'n troben adossades al talús o murs dels bancals. Manquen de fonaments, s'alcen directament sobre el terra o aprofitant la pedra del terreny, que serveix de fonament. La tectònica d'aquestes construccions es basa que els murs tenen dues parets, una d'exterior que s'aixeca verticalment amb pedres acarades i una altra d'interior que tendeix a aproximar-se amb lloses volades des de certa altura, fins a formar una falsa cúpula a la part superior. 
| «                                                               | «L'esquerda de la sujecció de la cobertura s'explica per la mateixa estructura de la falsa cúpula, la mecànica de la qual implica que cada llosa s'hi col·loque envolant-la fins a un terç aproximadament sobre l'anterior, la qual se sosté, a més, amb l'encavallament de les laterals...». | » |
| — Del paisatge, ànima del Racó d'Ademús, Alfredo Sánchez Garzón | |   |

Entre ambdues parets es col·loquen pedres de menor grandària com a farcit, i terra a la part alta. Tot i que n'hi ha variants en la forma de tancar la falsa cúpula, doncs n'hi ha unes altres que deixen les lloses a cel obert, col·locant una pedra a la part més alta. N'hi ha també que deixen una obertura com a xemeneia, per a la sortida de fums, doncs no és infreqüent que a dins se'n faça una foguera.
Les arrencades de la falsa cúpula, als angles que formen les parets, tenen lloses grosses que fan la funció de petxines, de manera que conforme ascendeix la paret interior, corbant-se cap a dintre, l'enfilada dels murs adquireix la forma més o menys circular o arredonida, fins a configurar-ne la pseudocúpula.
Per reforçar l'estructura i equilibrar les pedres de les parets internes i externes s'empren altres de menors, que aprofiten per omplir els buits i assentar-ne les majors, ja que, com és característic en aquest tipus de construccions, no s'hi usa cap tipus d'argamassa que unisca les pedres.
El fronto de la barraques resulta peculiar, l'entrada és formada per brancals de pedra amb una gran llosa a manera de llinda: algunes tenen una «doble llinda» -un exemplar d'aquest tipus particular pot veure's al vessant septentrional del pic Castro (897 m) a Ademús-, mentre que unes altres, com la de La Majadilla al Mas del Olmo, formen un rústic arc de mig punt, amb grans dovelles llaurades. Les quadrangulars o allargades, que són la majoria, traven els angles que reforcen l'estructura. La terra o pedra amb què es cobreix el sostre de la falsa cúpula ofereix un aspecte acampanat, culminat en algunes per un caramull.

## Estètica i valor patrimonial
L'aspecte general de les barraques depén del tipus de pedra amb què s'han construït, generalment amb la pedra procedent de l'indret, que a la zona central de la comarca correspon a la geologia terciària, amb zones del Juràssic a llevant i ponent, on també hi ha amplis espais del Cretaci. Tot i que com a element constructiu hi predominen les lloses calcàries planes, també n'hi ha de formades per grosses maçoneries irregulars, com les existents a la zona de Las Clochas i El Pinar, a Ademús i Cases Baixes, o la citada barraca de Josezón a El Cerro de Vallanca.
Sobre el primitivismo i la racionalitat d'aquestes belles construccions de pedra seca ja es manifestà el gran arquitecte modernista català Antoni Gaudí (1852-1926), tan amic de les formes naturals i geològiques, i bon coneixedor de les barraques de la seua comarca natal, «ja que la falsa cúpula descriu la línia més semblant a la funícula de la corba de pressions».
A la bellesa formal d'aquestes construccions, àmpliament disperses pel paisatge, s'afegeix la seua utilitat, doncs servien de refugi als llauradors que treballaven a la zona, sobretot en època de sembra i collita, quan conreadors i collidors passaven uns dies lluny del poble, i als pastors sorpresos per alguna tempesta.
Les barraques es construïen amb les pedres que afloraven durant l'rompuda dels camps, i s'erigien en la confluència de diverses finques, aprofitant la zona més pedregosa o erma que no servia per al conreu. La majoria tenen un ús comunal, i són de diversos propietaris, com succeïa amb les eres de batre, tot i que també n'hi ha d'un sol amo, especialment quan aquest posseïa una gran finca o més a la zona.
Les barraques de pedra seca del Racó d'Ademús es troben perfectament integrades en l'àrid paisatge, fins al punt de passar desapercebudes al caminant desconocedor del seu alt valor etnològic.
S'ha proposat fer un cens de totes aquestes humils construccions –barraques de pedra seca, marges i contraforts de bancals, corrals i paridores- i declarar-les monuments protegits d'alt valor antropològic, la qual cosa seria important per al coneixement del patrimoni cultural i la posada en valor de la comarca.

## Galeria

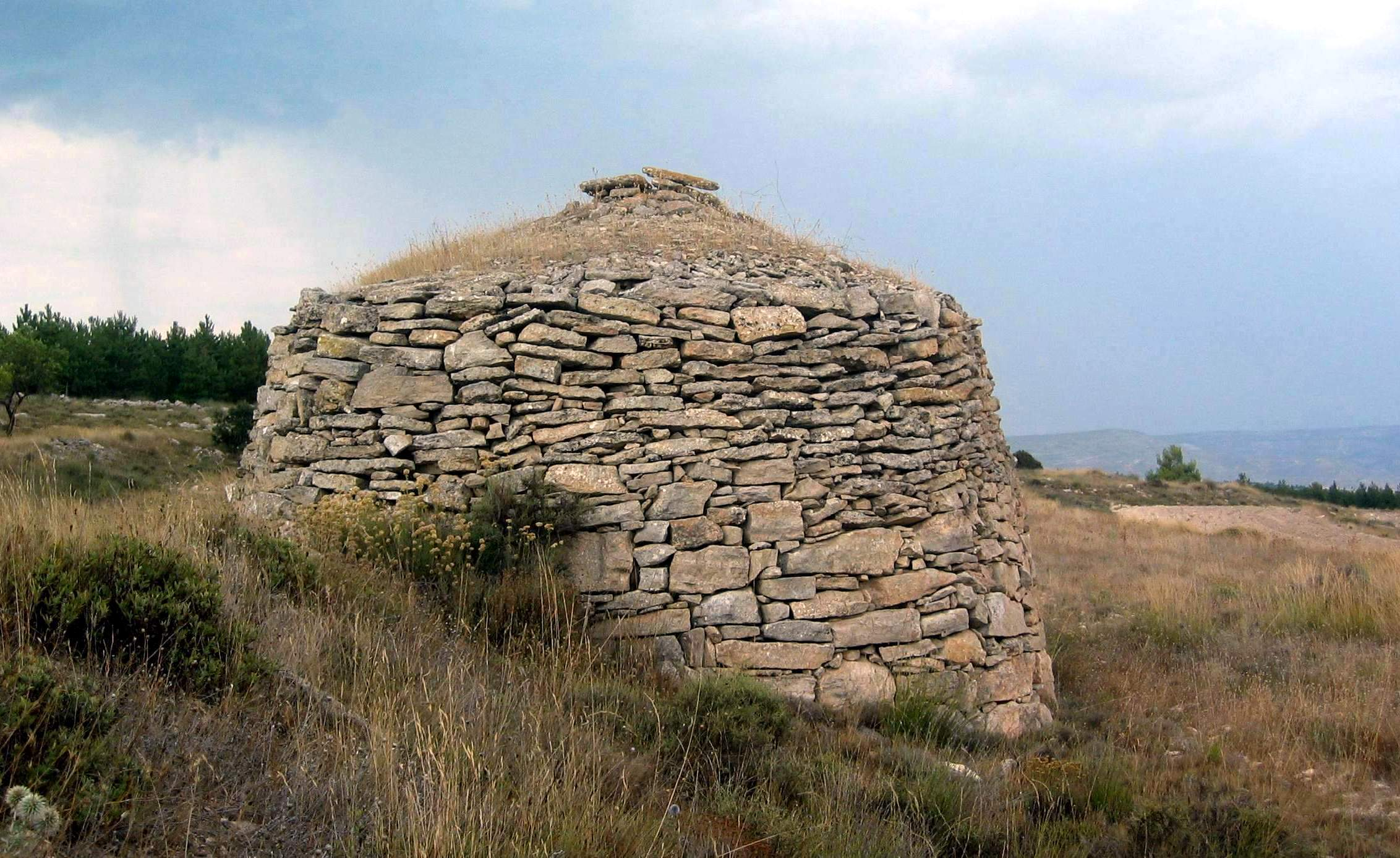
Vista posterior d'una barraca de pedra al Mas del Olmo (Ademús)
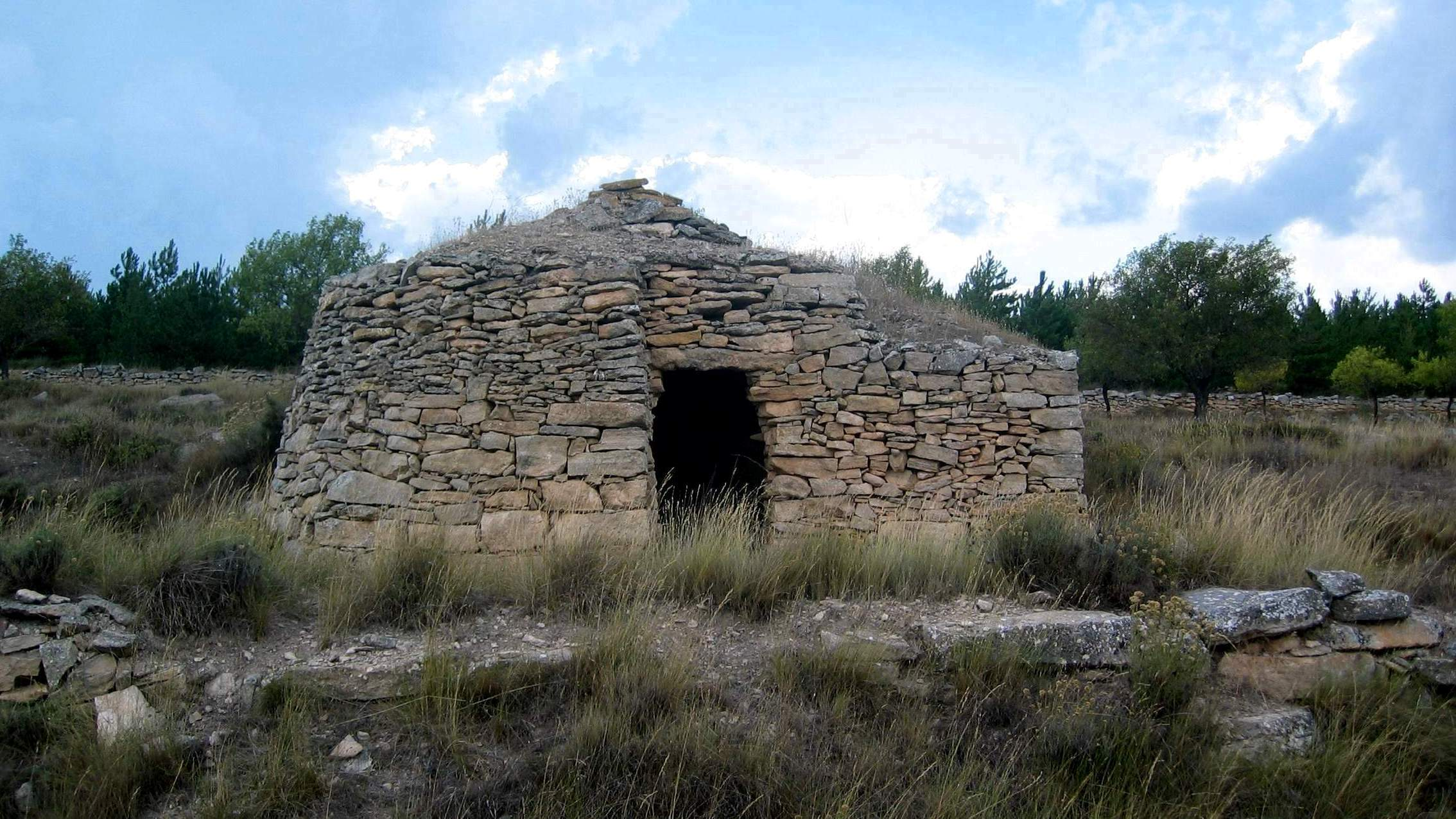
Vista frontal d'una barraca de pedra al Mas del Olmo (Ademús)
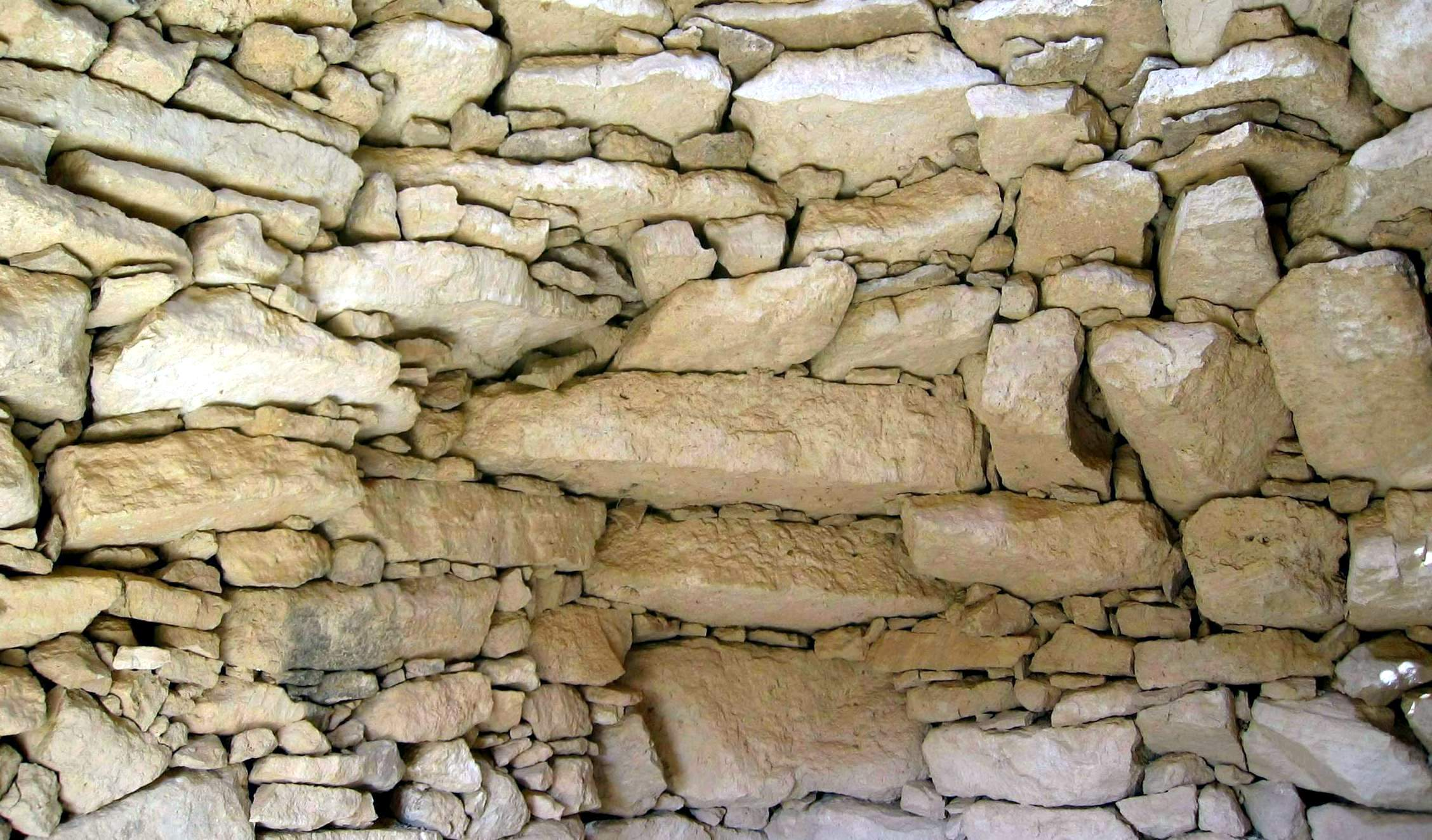
Interior d'una barraca de pedra al Mas del Olmo (Ademús), amb detall del sistema constructiu
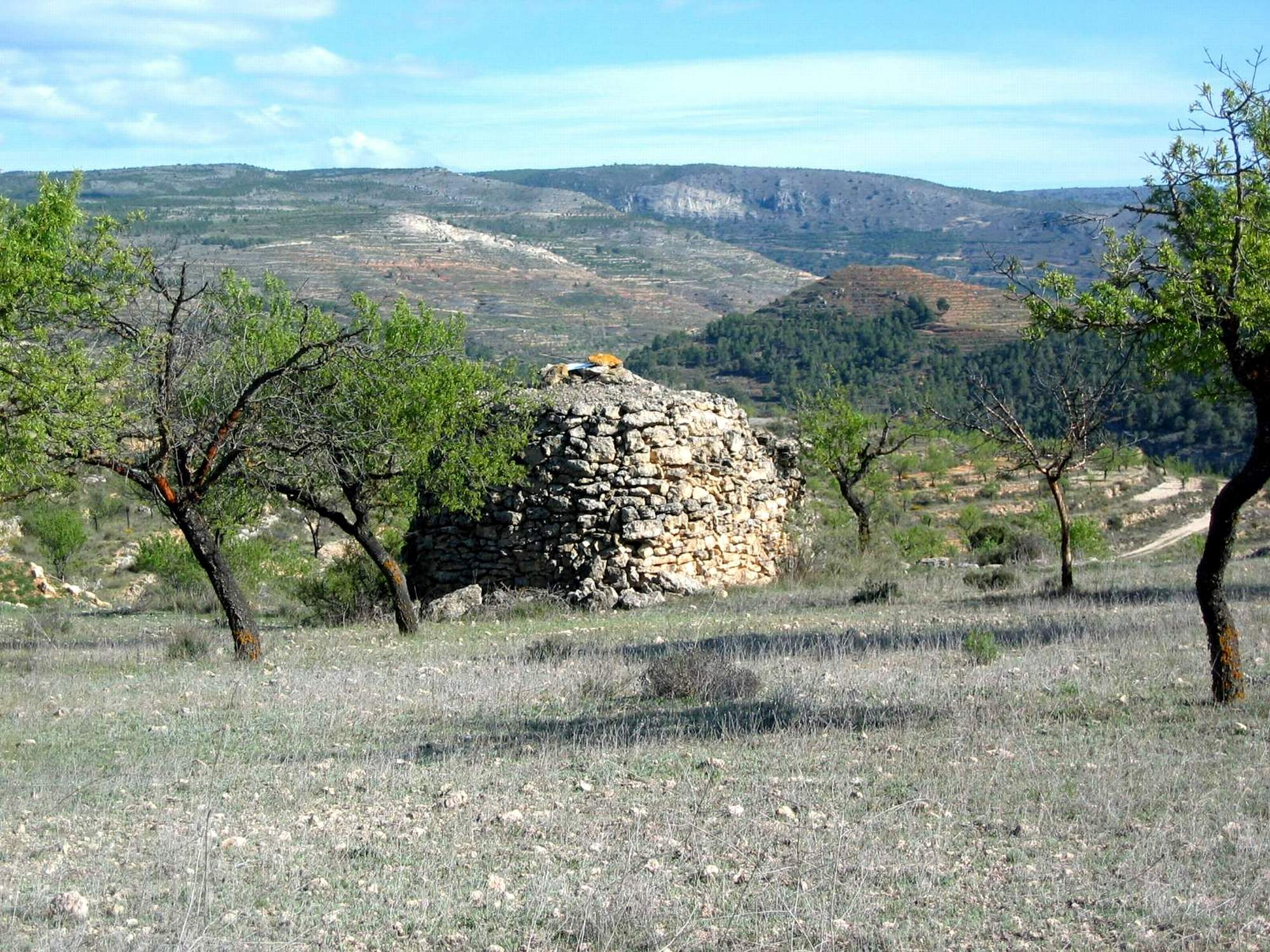
Vista posterior d'una barraca de pedra a Val de la Sabina (Ademús)
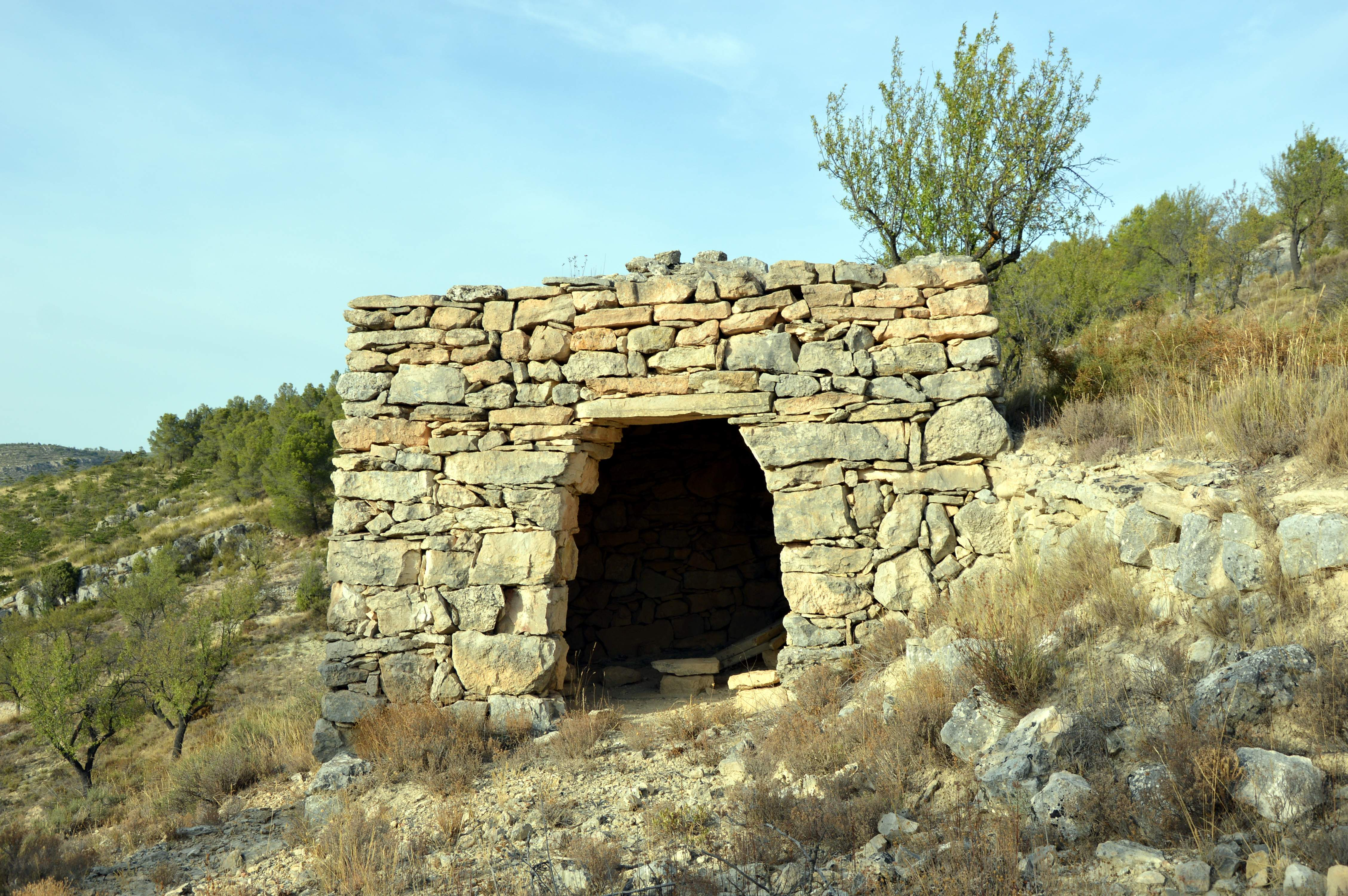
Vista frontal d'una barraca de pedra al camí de Sesga (Ademús), amb detall de l'entrada
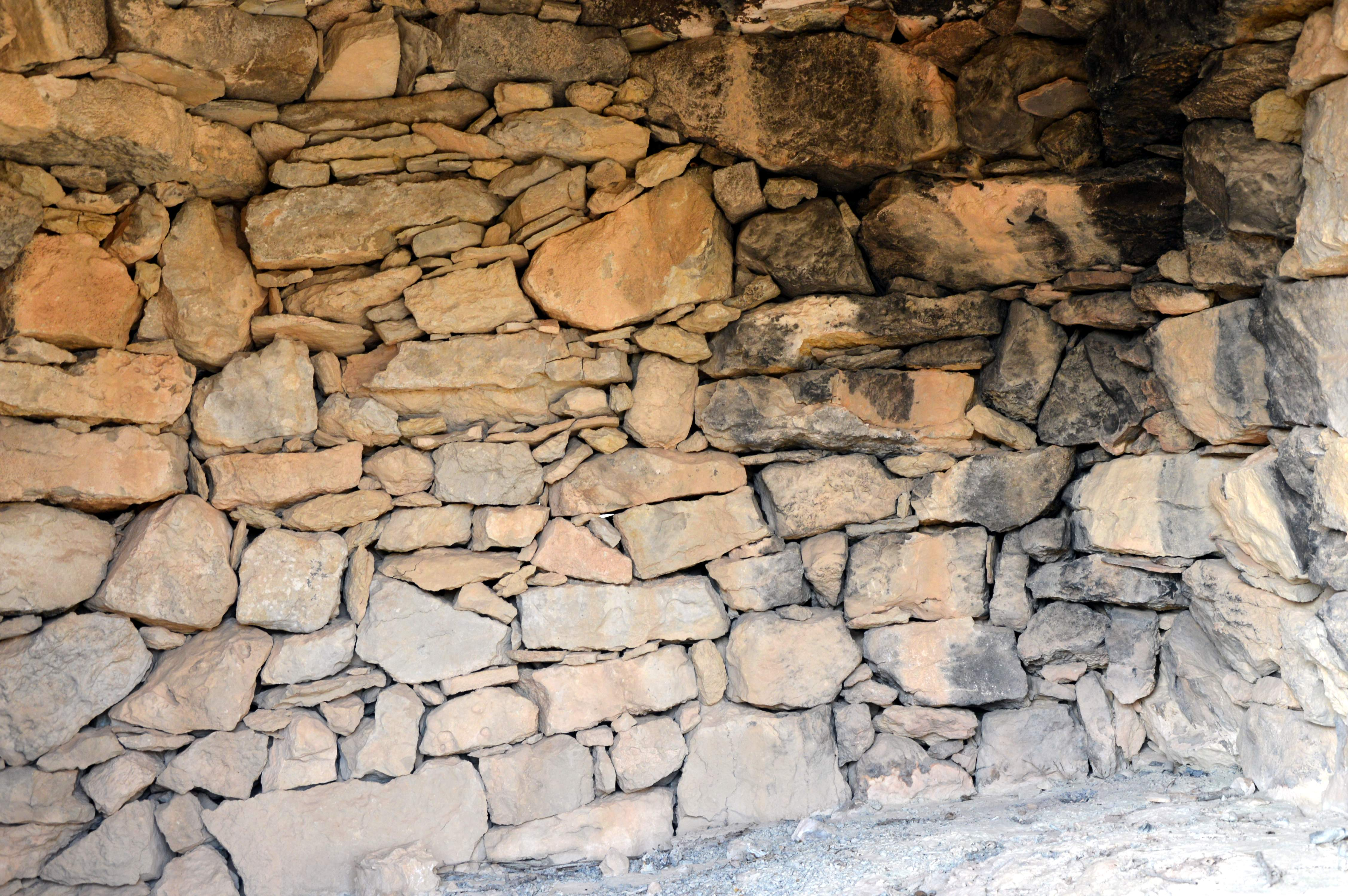
Interior d'una barraca de pedra al camí de Sesga (Ademús), amb detall del sistema constructiu